# 尤里·乌沙科夫
尤里·维克托罗维奇·乌沙科夫（俄語：Юрий Викторович Ушаков，羅馬化：Yuriy Viktorovich Ushakov，1947年3月13日—）是一名俄罗斯和前苏联外交官，毕业于莫斯科國立國際關係學院。曾于1998年至2008 年担任俄罗斯驻美国大使。自2012年以来担任俄罗斯总统外交政策问题顾问。